# Кампе
Кампе в древногръцката митология е пазителка на ключовете в Тартар (предълбоката бездна). Тя охранява циклопите и хекатонхейрите, заточени там от бог Уран, който е техен баща от богинята на Земята Гея. Погубена от Зевс, когато той ги освобождава, за да му помогнат в борбата с титаните.
У Хезиод за същество-надзирател на Тартар не е известно да се споменава. Вероятно образът на Кампе се е наслоявал през вековете. В основата му е възможно да е залегнал такъв на хтоническо божество, въплъщаващо както мъдростта (тъй като е свързан със змии), така и яростта, ужаса и паниката (предвид връзката й с огъня). Името й в различни изговори се асоциира, както с гъсеница, така и със опасен завой или въртоп на река.
Възможно е Кемпе, както и Стикс, първоначално да е била само антропоморфна нимфа на Тартар (както я нарича поетът Нон). В класическото си описание, дадено също от него, тя е представена, като кошмарно и въздесъщо чудовище, което в различни свои подробности се доближава, както до Сфинкс, така и до Ехидна и Медуза. Директно е направен паралел и с чудовищата Сцила и Харибда, както и с древното морско божество Кето. В многоликото му и грамадно тяло се съдържат и белези на обикновени, но страшни земни животни, като глиган, лъв и скорпион, с което наподобява съществото, известно като Химера. Нон я свързва и с военната богиня Енио - посестрима на бога на войната Арес. Въобще Кампе се явява своеобразен сбор от всички най-изявени демонични сили.
Има буен и разрушителен характер, подобно на Тифон, но остава неизяснено, дали е враждебно настроена към хората (Кронос - нейният господар, след като Уран е свален от него от власт, за което изглежда му е помогнала, тъй като ноктите или бодлите й са уподобени на сърпа, с който е скопен - е свързван в митологията по-скоро с така наречения Златен век, време за което се казва, че животът на хората е бил примитивен, но щастлив). В някои по-късни митове е представяна, като оцеляла (или може би съживена/преродена) и враждебна към тях.
Според легендата за Титаномахията, Зевс получава от Гея предсказание, че ще успее да победи в нея само с помощта на затворниците на Кемпе. Така вярната, но престаряла драконица е убита от него - според Нон и други автори, но според Диодор Сицилийски убиецът на Кампе е Дионис (може би на последвалото й превъплъщение).